# Rosa Conde Gutiérrez del Álamo
Rosa Conde Gutiérrez del Álamo (Ronda, Andalusia 1947) és una sociòloga i política andalusa, que fou Ministra Portaveu del Govern sota la presidència de Felipe González.

## Biografia
Va néixer el 7 de setembre de 1947 a la ciutat de Ronda, població situada a la província de Màlaga. Va estudiar ciències polítiques a la Universitat Complutense de Madrid, i entre 1971 i 1983 fou professora d'Estructura Social i Sociologia Familiar en aquesta universitat al mateix temps que va treballar com a analista del Gabinet d'Estudis del Ministeri de Treball. El 1983 va començar a treballar al Centre d'Investigacions Sociològiques (CIS), arribant a ser-ne la directora l'any 1987.

## Activitat política
El 12 de juliol de 1988 va ser nomenada Ministra Portaveu del Govern per part del president Felipe González en la remodelació del govern, càrrec que va mantenir fins al 1993. En les eleccions generals de 1989 fou escollida diputada al Congrés per la província de Jaén, càrrec que va repetir en les eleccions de 1993. En les eleccions de 1996 fou novament escollida diputada, aquest cop per la circumscripció de Madrid; fou novament escollida en les eleccions de 2000.
En deixar el càrrec de Portaveu del Govern va ocupar entre 1993 i 1996 la Secretaria General de la Presidència del Govern.
Actualment és directora de la Fundació Carolina.